# 崔瀛 (康熙進士)
崔瀛，字仙洲，山西襄陵县（今襄汾县东北隅）西邓户人，清朝官员。

## 生平
康熙八年（1669年）己酉科举人，康熙九年联捷（1670年）庚戌科进士。授官福建南安县知县，卒于任内。崔瀛秉性豪放，工诗文。曾主纂康熙十二年本《襄陵县志》。